# Karaat (massa)

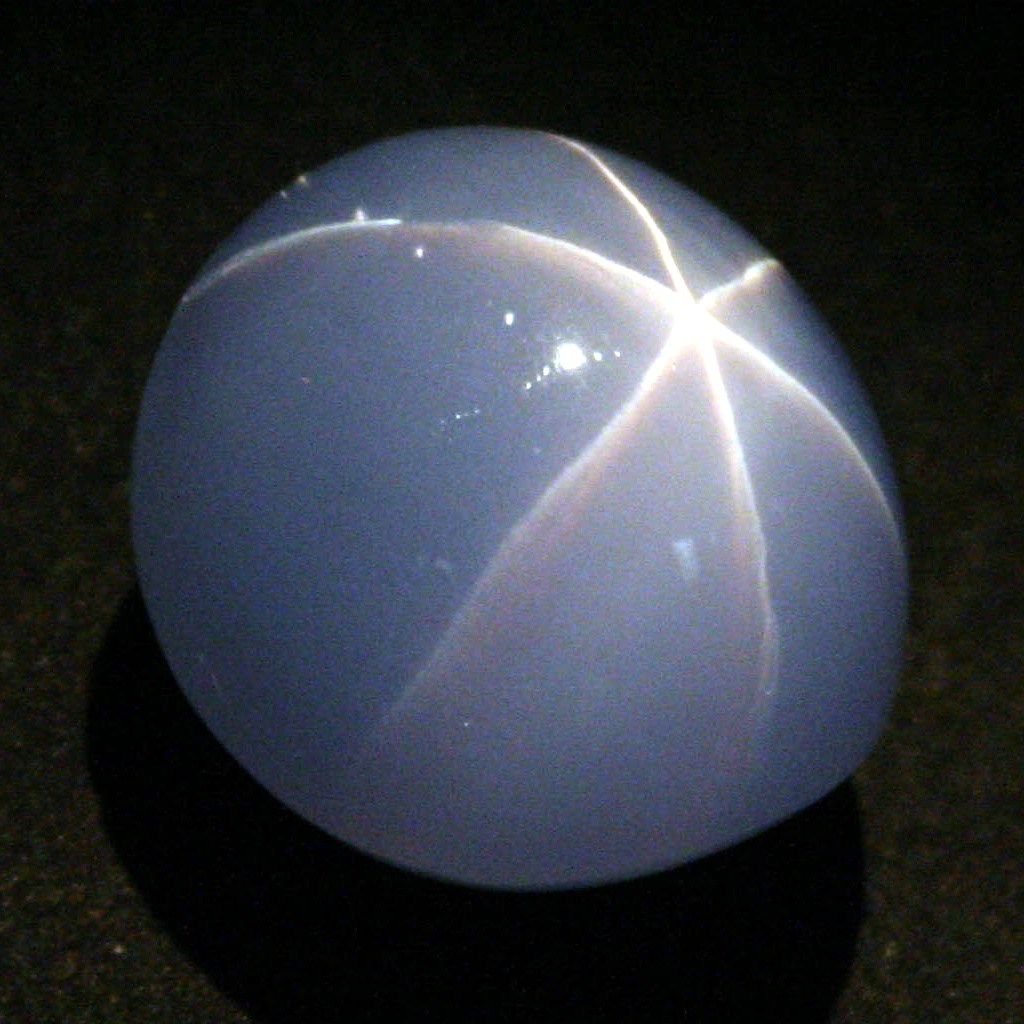
De Star of India, een stersaffier met een massa van 563,35 karaat

Het karaat (symbool ct) is een eenheid voor massa, die gebruikt wordt voor edelstenen. Het woord is afkomstig van het Griekse woord keratia (vrucht van de johannesbroodboom) dat via het Arabisch en Italiaans in het Nederlands kwam. In het verleden hadden verschillende landen hun eigen karaat, dat ongeveer overeenkwam met de massa van een zaadje van de johannesbroodboom. Die zaadjes werden op precisieweegschalen gebruikt vanwege hun constante massa. In 1907 werd het metrische karaat vastgesteld op 200 milligram.
Het karaat wordt onderverdeeld in 100 punten en wordt altijd in twee decimalen uitgedrukt bv. 0,18 karaat of 18 punt.